# Evangelische Kirche Bobenhausen II

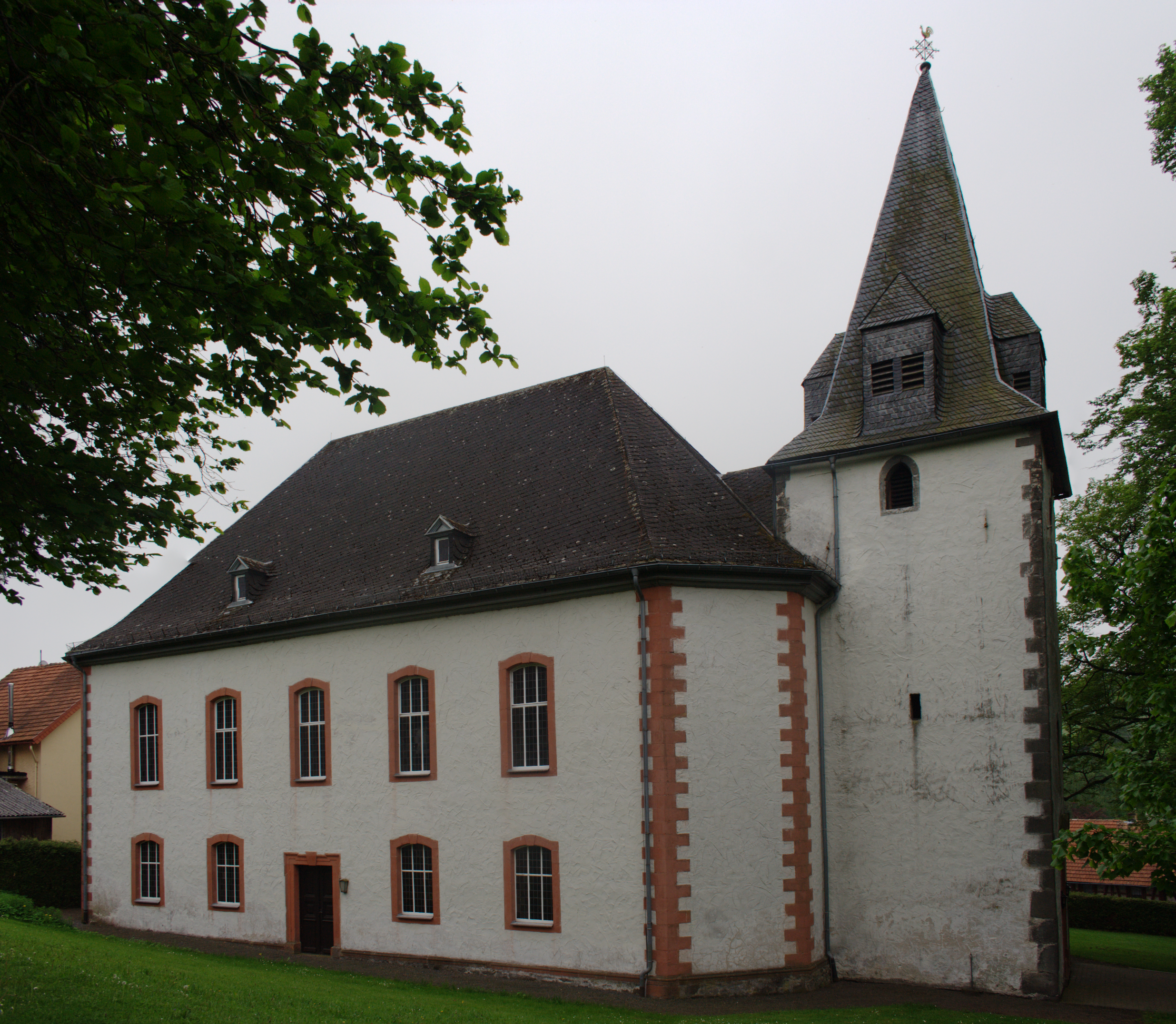
Kirche von Norden

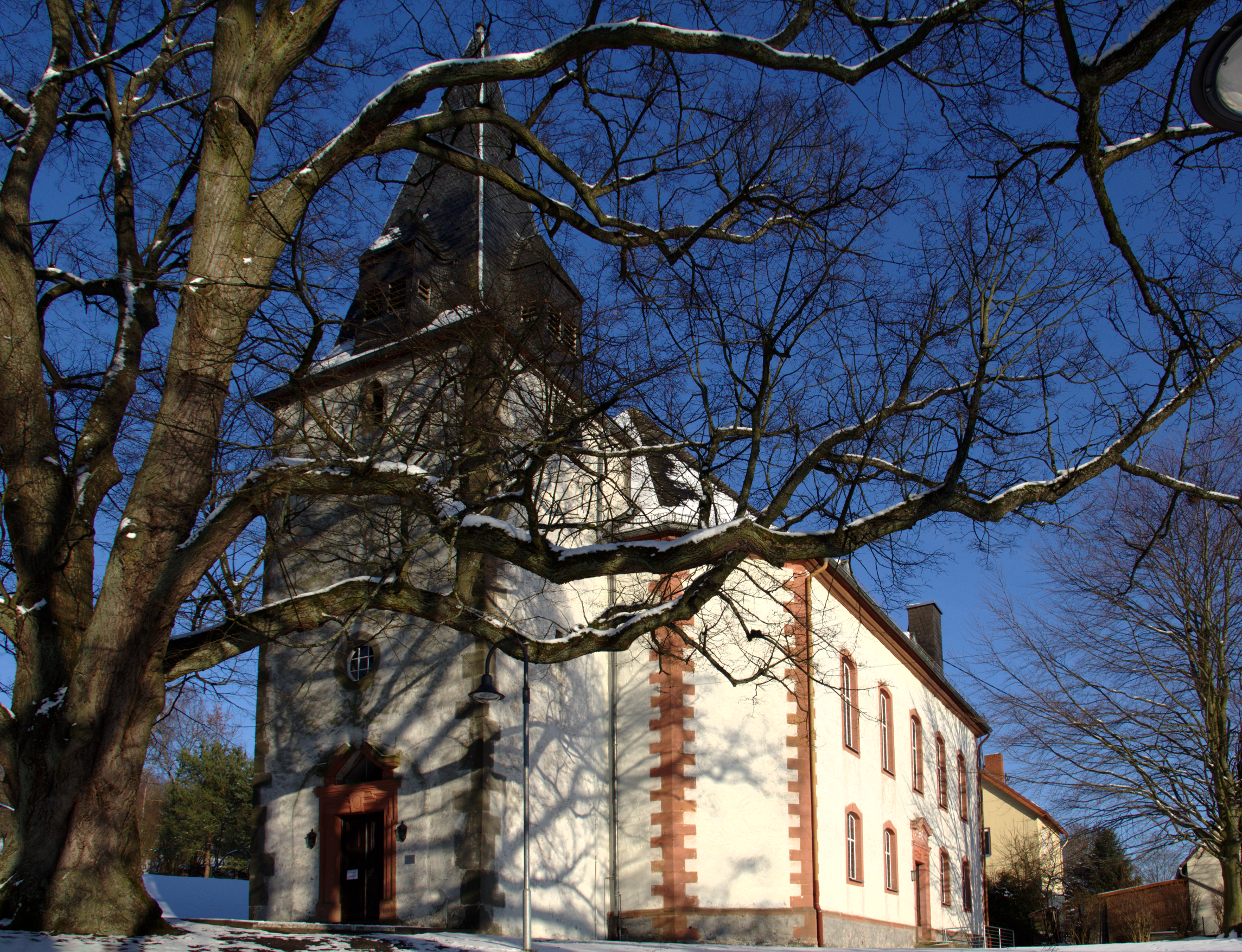
Evangelische Pfarrkirche von Südwesten

Die evangelische Pfarrkirche ist ein denkmalgeschütztes Kirchengebäude in Bobenhausen II, einem Ortsteil von Ulrichstein im Vogelsbergkreis (Hessen). Die einschiffige Saalkirche von 1765 im Stil des Rokoko hat einen spätromanischen Westturm aus der ersten Hälfte des 13. Jahrhunderts mit wehrhaftem Charakter.

## Geschichte
Die mittelalterliche Kirche wurde erstmals im 12. Jahrhundert erwähnt. Sie war dem heiligen Gangolf geweiht und Mutterkirche eines Kirchspiels mit den Filialen Höckersdorf, Kölzenhain, Altenhain, Ober-Seibertenrod, Wohnfeld, Feldkrücken und Sellnrod. Eine Abbildung aus dem Jahr 1591 von Wilhelm Dilich zeigt sie mit einem kreuzförmigen Grundriss. Mit Einführung der Reformation wechselte die Kirchengemeinde zum evangelischen Bekenntnis. In der ersten Hälfte des 16. Jahrhunderts erhielt der Westturm seinen heutigen Spitzhelm.
In der ersten Hälfte des 18. Jahrhunderts verfiel die Kirche zusehends und galt als „ohnstrittig eine mit den baufälligsten in hießigem Oberfürstenthum“. Nach einem Brand bis auf die Grundmauern im Jahr 1760 wurde der Abriss der Kirche erforderlich. Als von 1762 bis 1765 unter der Leitung von Landbaumeister Lorenz Friedrich Müller das Kirchenschiff neu gebaut wurde, blieb der Kirchturm erhalten. Im Rahmen des Kirchenneubaus erhielt der alte Turm 1763 ein neues Portal. Im Jahr 1907 wurden das Walmdach und die Kirchendecke unter Leitung des Friedberger Architekten Freundlieb erneuert und erfolgte eine neue Innenbemalung.
Die Kirchengemeinde erstreckt sich heute über die fünf Ortschaften Bobenhausen, Höckersdorf, Kölzenhain, Ober-Seibertenrod und Wohnfeld, die teils über eigene Kirchen verfügen. Sie gehört zum Evangelischen Dekanat Büdinger Land in der Evangelischen Kirche in Hessen und Nassau.

## Architektur

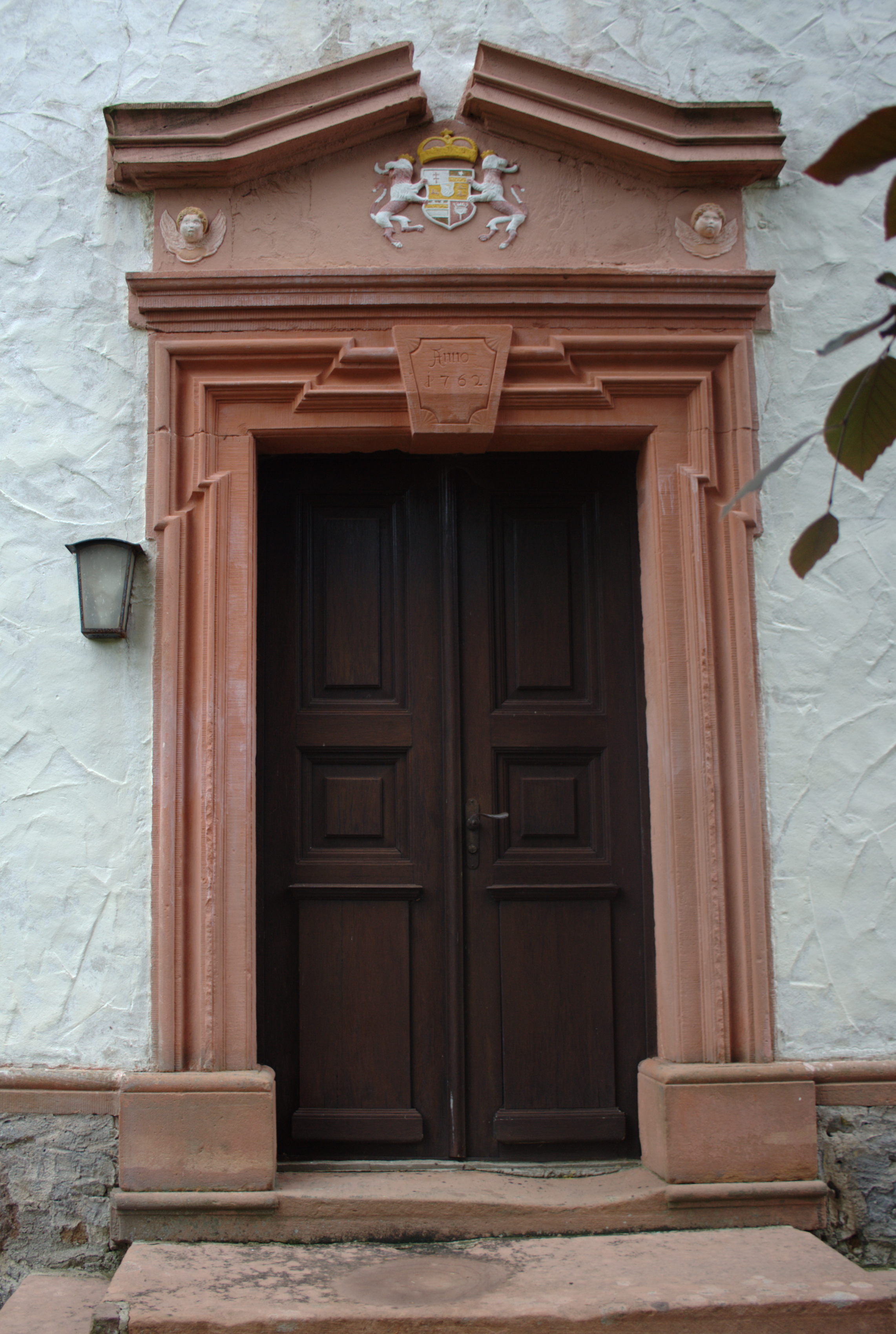
Südportal mit hessischem Wappen

Die geostete Kirche ist am nördlichen Ortsrand erhöht errichtet. Sie ist weiß verputzt; nur die Gewände und Eckgliederung aus rotem Sandstein sind ausgespart. Das Gotteshaus besteht aus zwei Baukörpern, dem mittelalterlichen Turm und dem Kirchenschiff aus den 1760er Jahren. Entsprechend der führenden Rolle der Kirche im Kirchspiel wurde eine große und repräsentative Kirche errichtet.
Der ungegliederte, gedrungene Kirchturm mit Eckquaderung aus Lungstein ist in die Kirche eingebunden. Das erste Obergeschoss hat an jeder Seite ein kleines Schlitzfenster. Das zweite Obergeschoss hat unter der Traufe kleine spitzbogige Luken. Der steile Helmaufbau aus spätgotischer Zeit ist vollständig verschiefert. Dem Spitzhelm sind vier prägende Gauben mit Dreiecksgiebel aufgesetzt. Er wird von Turmknauf, einem schmiedeeisernen Kreuz und einem vergoldeten Wetterhahn bekrönt. Das Westportal von 1763 ist ähnlich wie das Südportal gestaltet, aber ohne Wappen. Neben dem Portal ist der Rest eines Weihwasserbeckens erhalten. Die Turmhalle hat ein Tonnengewölbe und dient als Eingangsbereich. Sie ist durch eine zweiflügelige Türe mit verglastem Oberteil mit dem Schiff verbunden.
Der große Saalbau auf rechteckigem Grundriss mit abgeschrägten Ecken ist durch eine zweigeschossige Fensteranordnung fünfachsig gegliedert. Die Segmentbogenfenster haben Schlusssteine. Portale mit reich profilierten Gewänden an den beiden Langseiten erschließen das Kirchenschiff. Die rechteckigen Portale haben vergrößerte Ecken und Schlusssteine, von denen der im Südportal mit der Jahreszahl 1762 bezeichnet ist. Das Südportal hat zusätzlich einen gesprengten Giebel mit dem Wappen von Hessen-Darmstadt, das von zwei Löwen gehalten und außen von zwei geflügelten Engelköpfen flankiert wird. Das Schiff wird von einem hohen, geschieferten Mansarddach bedeckt, dem an jeder Seite zwei kleine Gauben aufgesetzt sind.
Ein Denkmal für die Gefallenen des Zweiten Weltkriegs wird aus drei Stelen vor der Südseite der Kirche gebildet.

## Innenausstattung

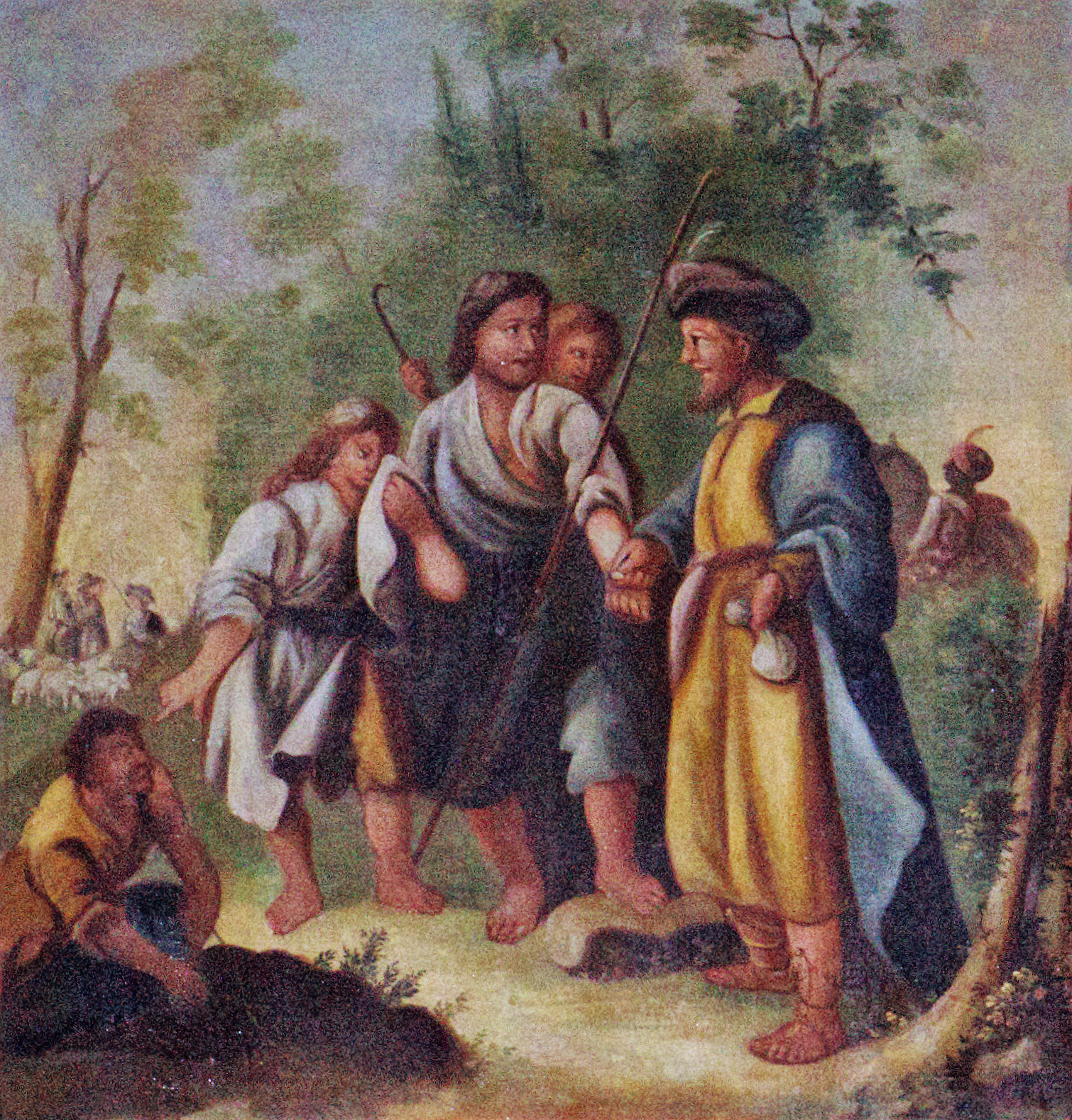
Brüstungsbild von Daniel Hisgen (1765): Verkauf Josefs

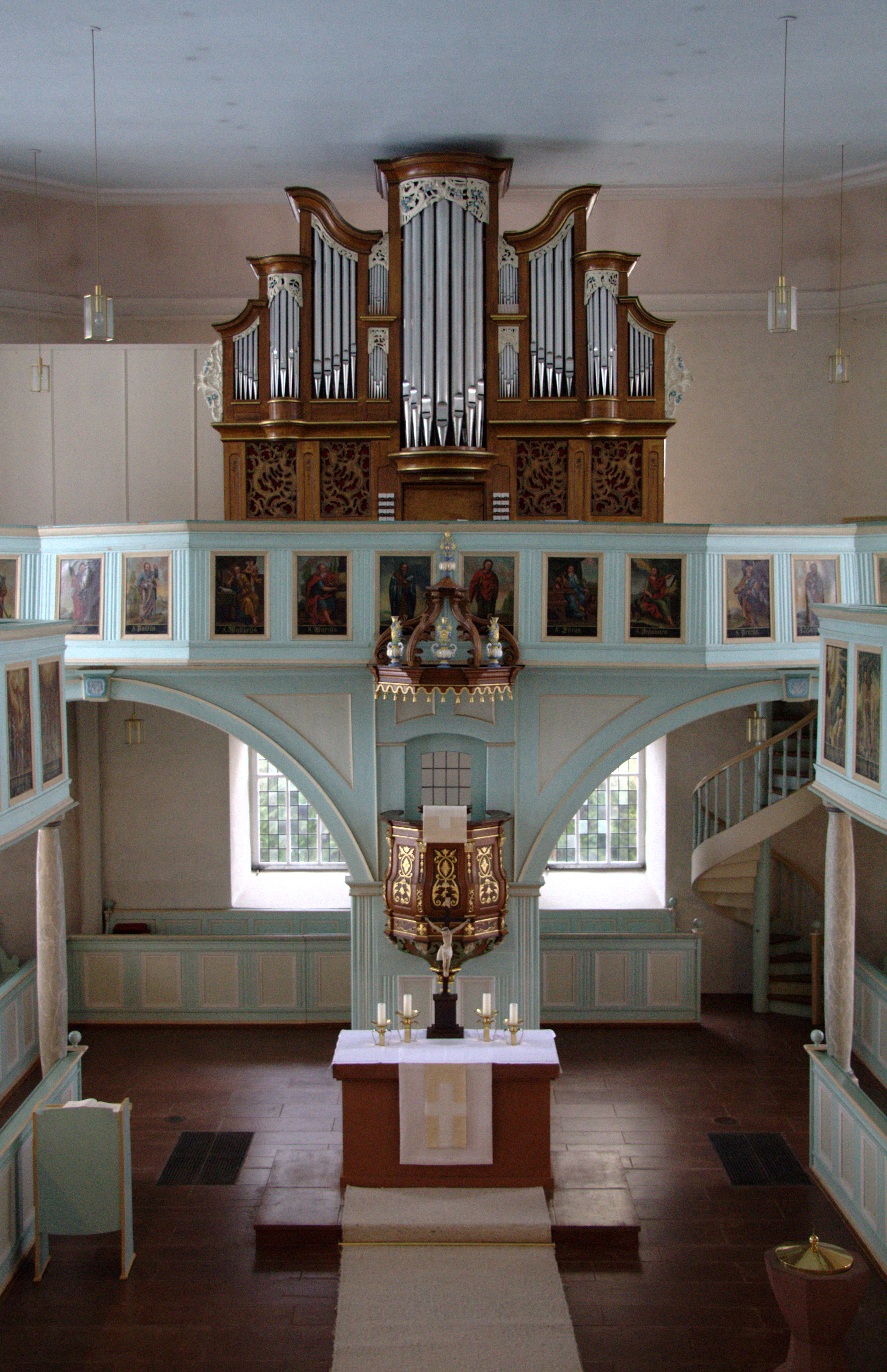
Innenausstattung Richtung Osten

Die Voutendecke mit Mittelspiegel wird durch profilierte Stuckleisten gegliedert. Die längsgerichtete Raumaufteilung ist symmetrisch angeordnet. Es wurden dreiseitig umlaufende Emporen eingebaut, die auf Säulen ruhen. An der östlichen Seite trägt eine freistehende Orgelempore die Kanzel. Die Ostempore ruht auf einer Mittelstütze zwischen zwei großen Stichbögen mit Kämpfern. Die Kanzel ist von hinten zugänglich. Kanzel und Schalldeckel sind mit Ornamenten im Stil des Spätbarock verziert. Der polygonale Schalldeckel, der mit der Empore verschmilzt, wird von Vasen und einer Volutenkrone bekrönt. Davor steht der Blockaltar mit Sandsteinplatte frei im Raum.
An den Emporenbrüstungen sind 48 Ölgemälde auf Leinwand von Daniel Hisgen angebracht. Sie zeigen vor der Orgel die vier Evangelisten und zwölf Apostel und an den anderen Emporen einen Bilderzyklus mit Szenen aus dem Alten und Neuen Testament von der Erschaffung der Welt bis zur Ausgießung des Heiligen Geistes. In sechs Fällen wird die bibelchronologische Abfolge der Bilder für eine thematische Zusammenstellung unterbrochen. So werden etwa die Bilder von Mose und der brennende Dornbusch und die Vernichtung der Rotte Korach nebeneinander dargestellt. Das verbindende Motiv ist das göttliche Feuer. Die Szene Versorgung des Elias durch Raben findet sich neben der Darstellung der Sintflut. Beide Geschichten verbindet das Motiv der göttlichen Bewahrung.
Die geschwungenen Wangen des Kirchengestühls, das einen Mittelgang freilässt, haben flachgeschnitzten Akanthus und Kartuschen sowie aufgesetzte Kugeln.

## Orgel

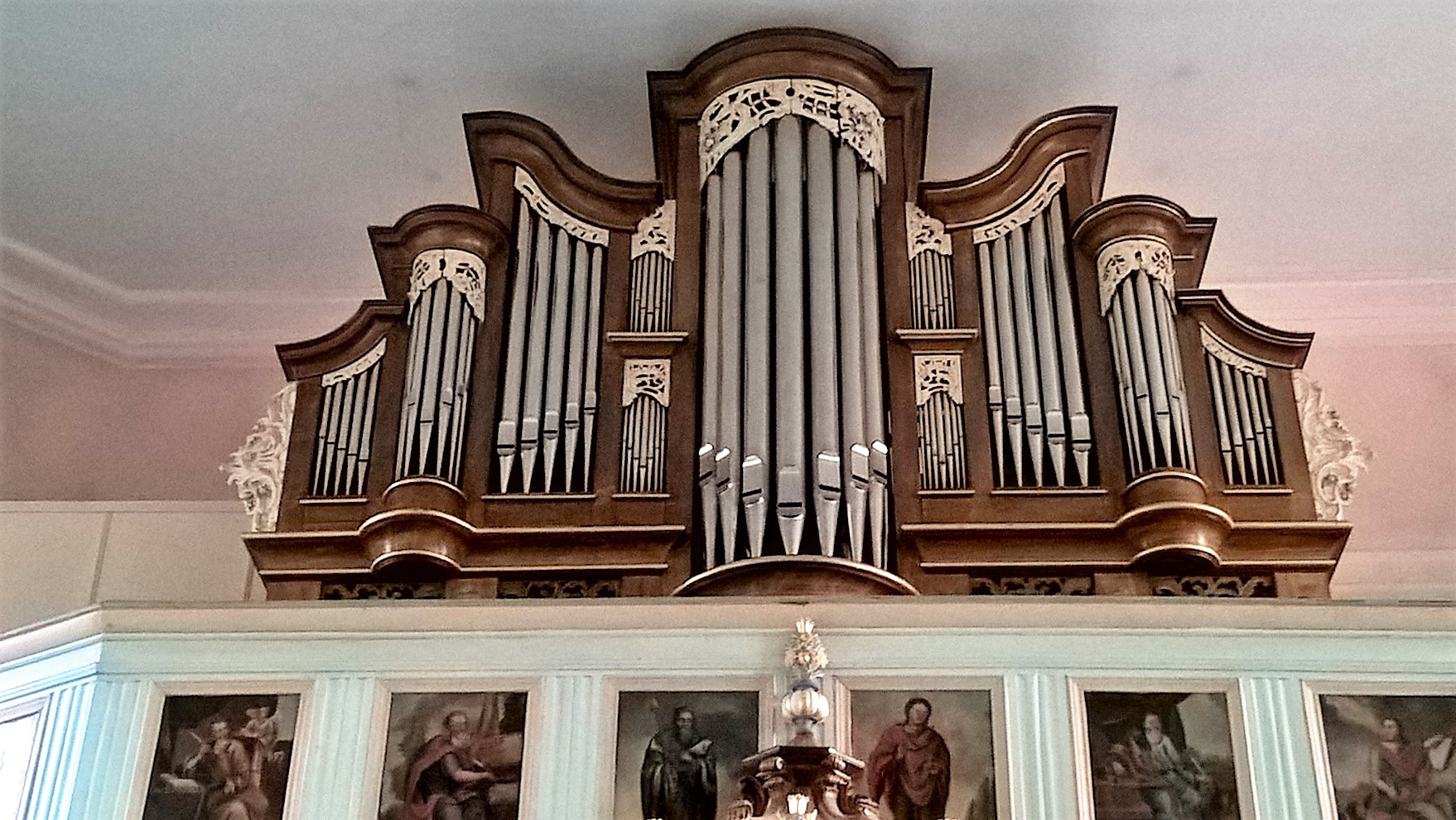
Wegmann-Orgel (1775)

Die Rokokoorgel baute Philipp Ernst Wegmann 1774/1775, nachdem er seine vertraglichen Vereinbarungen von 1766 und 1771 nicht eingehalten hatte. Vier zunächst ausgesparte Register wurden 1778 durch Wegmanns Meistergesellen Johann Gottfried Meynecke ergänzt. Johann Georg Förster reparierte die Orgel im Jahr 1844 und reinigte die Zungenstimmen, die später entfernt wurden. Förster & Nicolaus Orgelbau renovierten die Orgel 1925. Im Jahr 1961 überholten Emanuel Kemper & Sohn aus Lübeck das Instrument und tauschten zwei Register aus. Bei einer weiteren Restaurierung von 1979 bis 1982 durch Gerald Woehl wurde der ursprüngliche Zustand wieder angenähert. In diesem Zuge wurden sechs verlorene Register ersetzt. Die Orgel verfügt über 21 Register und gehört zu den wenigen historischen zweimanualigen Instrumenten in der Orgellandschaft Hessen, die weitgehend erhalten sind. Der Prospekt ist siebenachsig gegliedert: Dem großen mittleren Rundturm schließen sich schmale zweigeschossige Flachfelder an. Auf zwei mittelgroße Harfenfelder folgen zwei kleine Rundtürme und außen zwei niedrige Harfenfelder. Die Disposition lautet wie folgt:
| I Hauptwerk C–d3 |       |   |
| Principal        | 8′    | N |
| Bordon           | 8′    |   |
| Viola di gamba   | 8′    |   |
| Octava           | 4′    |   |
| Vocara           | 4′    | N |
| Duiflauthe       | 4′    |   |
| Quint            | 3′    |   |
| Octava           | 2′    |   |
| Sexquialter II   | 1 ⁄3′ |   |
| Mixtur IV–V      | 1 ⁄3′ |   |
| Trompete B/D     | 8′    | N |

| II Positiv C–d3        |    |   |
| Lieblich Gedackt       | 8′ |   |
| Flaute Traversa (ab g) | 8′ |   |
| Principal              | 4′ |   |
| Flöth                  | 4′ |   |
| Flageolett             | 2′ |   |
| Vox humana             | 8′ | N |
| Tremulant              |    | N |

| Pedal C–g0  |     |   |
| Subbaß      | 16′ |   |
| Violon      | 8′  |   |
| Quintbaß    | 6′  | N |
| Posaunenbaß | 16′ | N |

- Koppeln: II/I, I/P

N = 1980/1982 neu gefertigte Register